# تپه کرک بالا ۱
تپه کرک بالا ۱ مربوط به دوره اشکانیان - دوره ساسانیان است و در شهرستان نهاوند، بخش گیان، دهستان گیان، ۱/۵ کیلومتری از ضلع جنوبی روستای کرک بالا واقع شده و این اثر در تاریخ ۲۵ آبان ۱۳۸۷ با شمارهٔ ثبت ۲۳۶۸۸ به‌عنوان یکی از آثار ملی ایران به ثبت رسیده است.